# معبد اللات

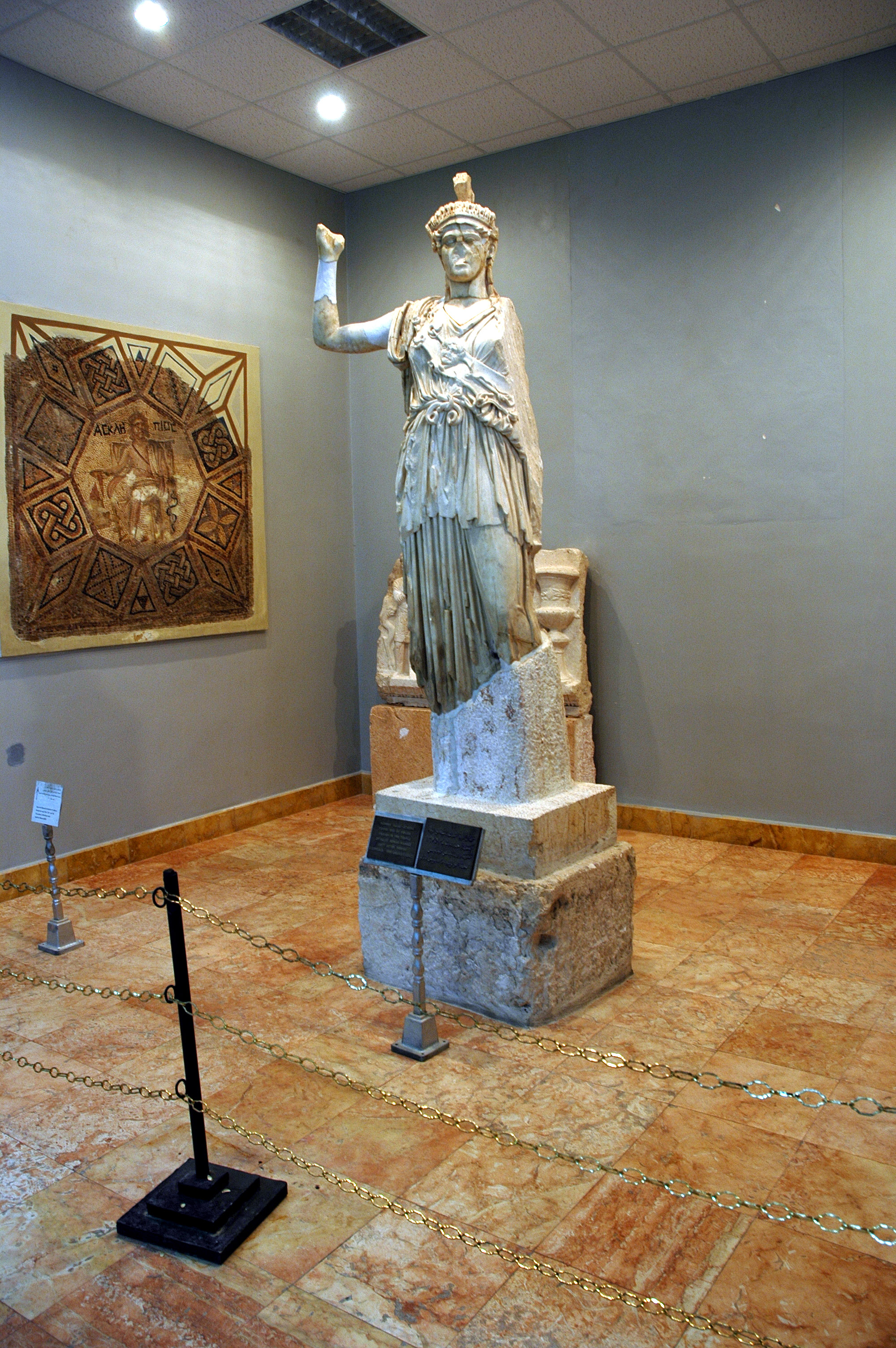
تمثال اللات/أثينا من معبد اللات

معبد اللات، هو معبد قديم يقع في تدمر، سوريا مكرس لعبادة الإلهة اللات.
كان المعبد قد كرسه مواطني تايمارسو في تدمر حوالي عام 123-165م. كان تمثال المعبود مصنوع بشكل مشابه لتماثيل الإلهة اليونانية أثينا بمدينة أثينا. هذا من شأنه أن يتماشى مع حقيقة أن الإلهة العربية اللات، هي نفسها الإلهة أثينا اليونانية.
أُقيم المعبد الحالي في القرن الثاني الميلادي فوق أطلال معبد من القرن الأول قبل الميلاد. وقد استعملت حجارته ومنحوتاته في بناء أساسات باحات المعبد الجديد.